# روبرت أليس (مؤلف)
روبرت أليس (بالإنجليزية: Robert Ellis)‏ (1954، فيلادلفيا في الولايات المتحدة)؛ روائي أمريكي. درس في جامعة أوهايو.